# Stiftung Stadtprojekte
Die Stiftung Stadtprojekte (russisch Городски́е прое́кты), auch Urban Projects Foundation genannt, war eine russische gemeinnützige Stiftung, die 2012 vom russischen Politiker Maxim Katz und dem russischen Journalisten Ilja Warlamow gegründet wurde und ihre Tätigkeit im März 2022 einstellte. Ziel der Stiftung war es, das städtische Umfeld durch den Einsatz moderner Urbanismusdaten zu verbessern. Die Stiftung betreute mehrere Initiativen in Moskau, die auf gemischte Reaktionen der Behörden stießen, und war auch in vielen Regionen Russlands tätig.
Im Jahr 2019 wurde Darja Bessedina, ein Mitglied der Organisation, zur Abgeordneten der Moskauer Stadtduma der VII. Einberufung gewählt. Im Jahr 2020 wurde der Leiter von „Stadtprojekte“ in Tomsk, David Avet'yan, Abgeordneter der Stadtduma von Tomsk, und der Leiter von „Stadtprojekte“ in Samara, Vadim Alekseev, Abgeordneter des Rates des Bezirks Oktyabrsky von Samara.

## Gründung

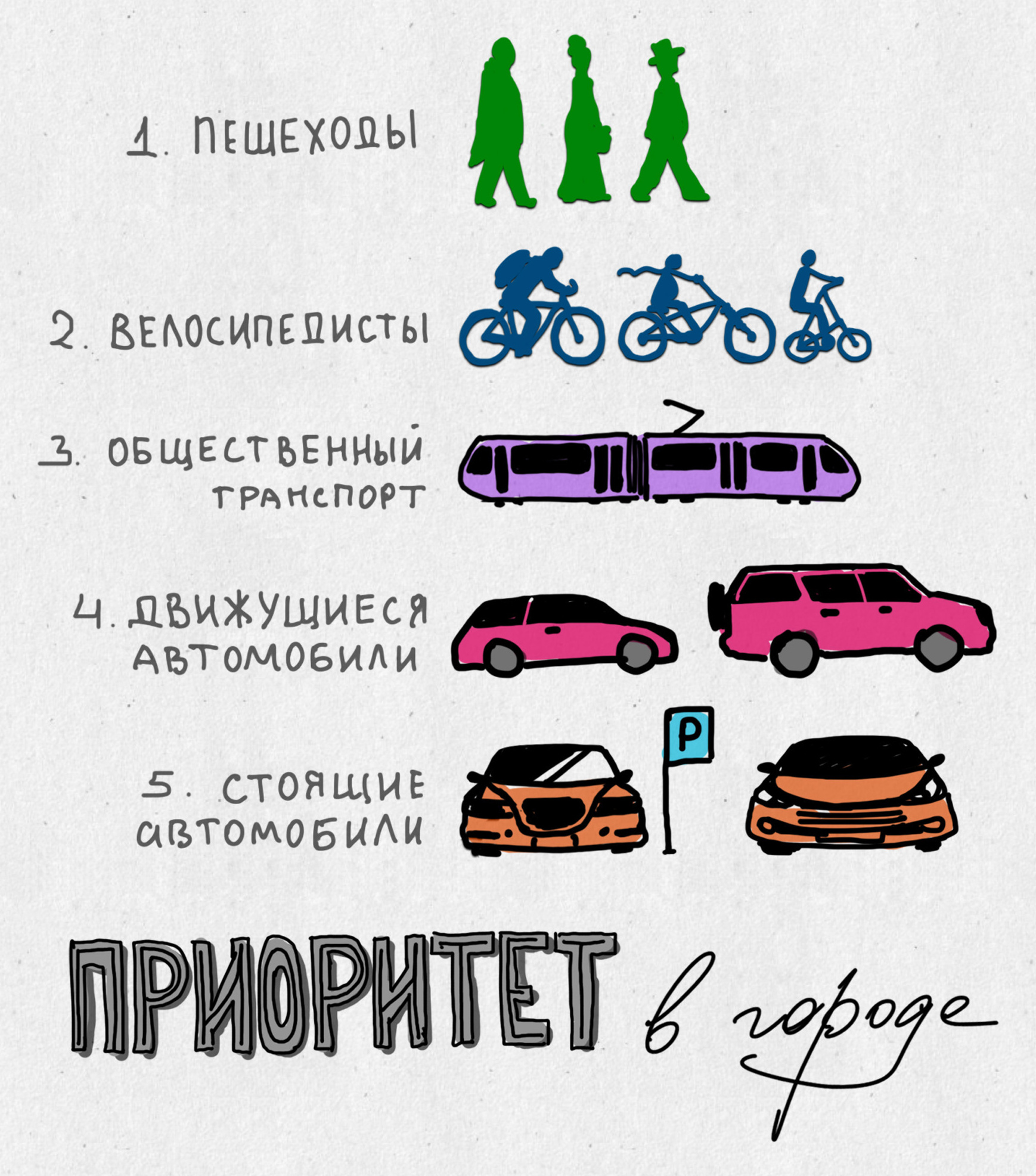
Urbane Prioritäten aus Sicht der Stiftung

Die Stiftung wurde gegründet, nachdem Ilja Warlamow nicht genügend Unterschriften für seine Kandidatur zum Bürgermeister von Omsk gesammelt hatte. Ursprünglich plante Warlamows Team, Straßen zu rekonstruieren und das gesamte architektonische Erscheinungsbild der Stadt zu verändern, doch nachdem diese Idee gescheitert war, beschloss man, ähnliche Aktivitäten zunächst in Moskau zu starten. Der später gewählte Bürgermeister Wjatscheslaw Dworakowski unterstützte Warlamows Ideen und erklärte in seiner Rede vor der Wahl, er sei bereit, dessen Projekte umzusetzen.
Am 4. Juni 2012 wurde das Projekt gestartet. Katz und Warlamow kündigten an, dass sie Empfehlungen zum Erscheinungsbild der Twerskaja-Straße in Moskau, zur Landschaftsgestaltung, zur Platzierung von Stadtmöbeln und mehr geben wollen. Sie planten, Vorträge zu halten, Literatur zu übersetzen, Bildmaterial zu erstellen und zu verteilen.
Die ersten angekündigten Initiativen waren:
- Aufstellen von Straßenaschenbechern in der Twerskaja,
- Erforschung und Entwicklung von Empfehlungen zur Verbesserung der Fußgängerinfrastruktur in der Twerskaja,
- Vorbereitung eines Karnevals in Moskau,
- Erforschung und Entwicklung eines Projekts zur Umgestaltung von Straßen, öffentlichen Verkehrswegen, Parks, Höfen und Plätzen im Bezirk Schtschukino.

Gleichzeitig erläuterte Ilja Warlamow das Verfahren zur Festlegung und Umsetzung der Aufgaben wie folgt:

«Es gibt zwei Möglichkeiten der Umsetzung: Erstens, dass wir Ideen anbieten und Geld dafür sammeln, und zweitens, dass wir Vorschläge von Bewohnern erhalten. Die Bewohner jeder Stadt können uns eine interessante Idee vorschlagen, und wir werden versuchen, sie mit unseren Mitteln umzusetzen, zu entwickeln oder zu unterstützen.»

Die „Projekte“ werden gemeinsam durch Sponsoring und Crowdfunding finanziert. Ebenfalls im Jahr 2012 plante das Informationszentrum der Moskauer Stadtverwaltung, Informationssponsor der Stiftung zu werden, ohne dass dafür finanzielle Mittel bereitgestellt wurden. Laut dem Bericht der Stiftung für 2017 und das erste Halbjahr 2018 beliefen sich die Einnahmen der Stiftung auf rund 3,1 Millionen Rubel, davon 2,5 Millionen Rubel Privatspenden, 40.000 Rubel zweckgebundene Spenden an St. Petersburg, 424.000 Rubel ein Darlehen der Gründer, 63.000 Rubel Einnahmen aus Buchverkäufen und 37.000 Rubel aus dem Verkauf von Produkten mit „Projekte“-Symbolik. Insgesamt gingen bei „Stadtprojekte“ 2619 Spenden mit einem Durchschnittsbetrag von 952 Rubel ein.
Geschäftsführer der Stiftung war von Dezember 2017 bis April 2018 Pjotr Iwanow.

## Aktivitäten in Moskau
Vor dem Start eines jeden Projekts werden Feldforschungen unter Beteiligung von Freiwilligen durchgeführt: Das Fußgängeraufkommen wird untersucht, die Handlungen der Fußgänger werden studiert. Es werden Daten aus Studien prominenter Stadtplaner verwendet: Jan Gehl, Vukan Vuchic und andere.
Um europäische Städte zu studieren und einen Architekten zu finden, der die Initiativen im Bezirk Schtschukino beraten könnte, unternahmen Warlamow und Katz eine Expedition durch Europa. Maxim Katz behauptete, dass die Moskauer Bürgermeisteramt die Reise sponsern würde, aber das Informationszentrum der Regierung dementierte diese Information über finanzielle Unterstützung. Laut Georgi Prokopow, dem stellvertretenden Leiter des Zentrums, bezog sich die Vereinbarung nur auf die informatorische Begleitung der Expedition.
Während der Expedition wurde besonderes Augenmerk auf die Fußgänger- und Fahrradinfrastruktur, die Organisation eines komfortablen öffentlichen Nahverkehrs sowie auf Details der Straßengestaltung gelegt. Auf der Grundlage der Ergebnisse der Reise wurden Videoreportagen veröffentlicht.

### Verbesserung des Bezirks Schtschukino

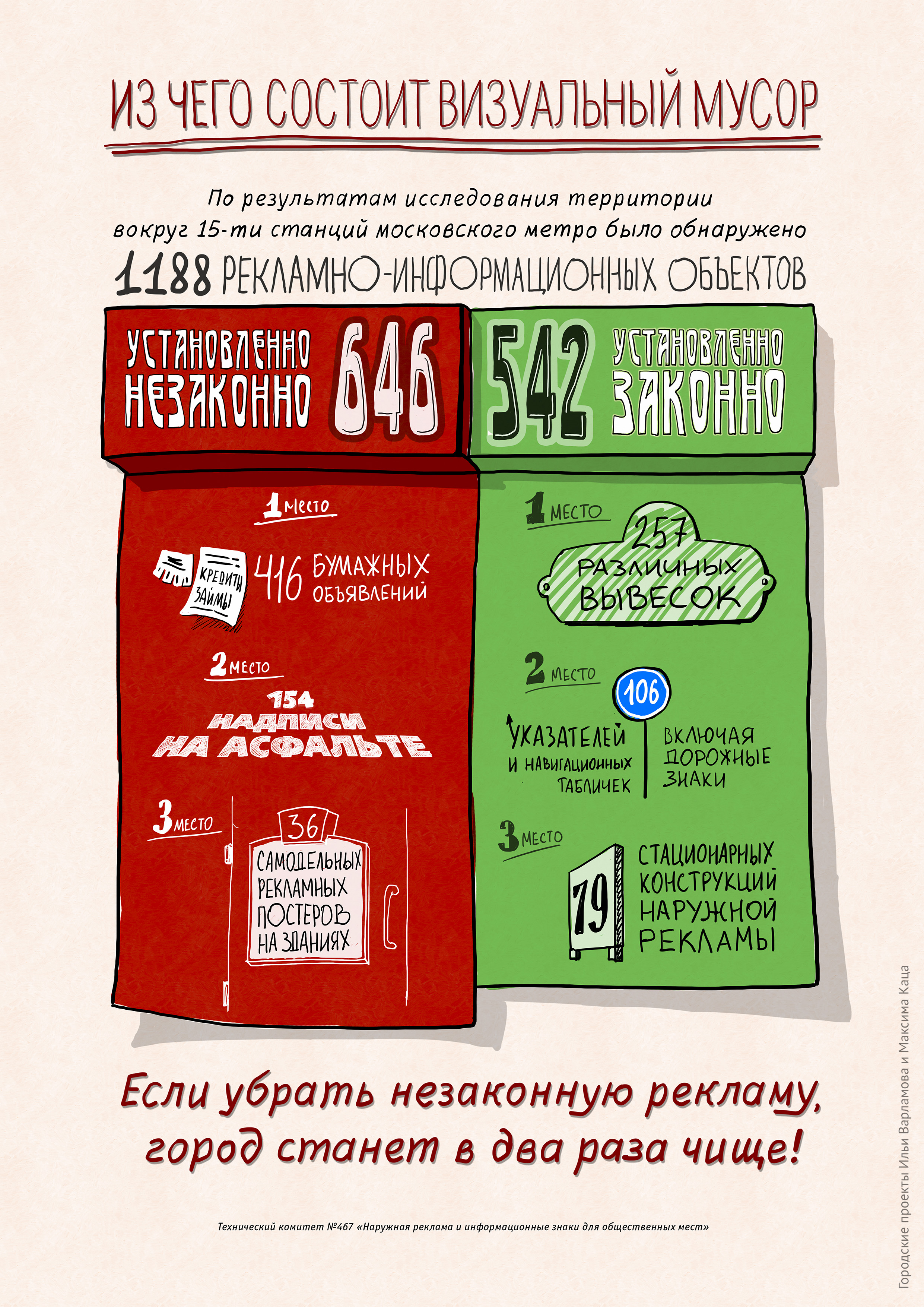
Plakat zum Thema „visuelle Umweltverschmutzung“

Die ersten Studien der Stiftung wurden im Bezirk Schtschukino durchgeführt. Die Daten über die Aktivitäten der Menschen in diesem Gebiet ermöglichten es, die Bezirksversammlung zum Kauf von 500 Straßenbänken zu bewegen. Bei ihren Recherchen im Bezirk Schtschukino entdeckten die Freiwilligen der Stiftung ein Problem bei der Anordnung von Fußgängerwegen und -überwegen. Täglich überquerten bis zu 700 Menschen die Straße an derselben Stelle der Schtschukinskaja-Straße. Die gesammelten Informationen überzeugten die lokalen Behörden, an dieser Stelle einen „Zebrastreifen“ zu malen.
Eine weitere Stoßrichtung bei der Verbesserung des Bezirks war der Kampf gegen illegale Werbung. Durch Druck auf die lokalen Behörden und die illegalen Werbetreibenden selbst konnte die Menge an visueller Verschmutzung reduziert werden.
Maxim Katz betonte wiederholt die Notwendigkeit, die Straßeninfrastruktur zu verbessern:

«— Wenn dreihundert arbeitende Menschen in einem Haus wohnen und ein Obdachloser im Hof herumhängt, dann haben alle dreihundert Bewohner den Eindruck, dass es in den Höfen nur Obdachlose gibt. Denn der Obdachlose verbringt vierundzwanzig Stunden am Tag auf der Straße, und die arbeitenden Menschen verbringen fünf Minuten am Tag. Es ist notwendig, eine komfortable Straßeninfrastruktur zu schaffen, um normale Menschen auf die Straße zu locken: Straßencafés, Rollschuhbahnen, Bänke, Tische, kostenloses WLAN, ein Freiluftkino.»

Um die gleichen Ziele zu erreichen, wurde im Rahmen von „Stadtprojekte“ für Schtschukino ein Projekt für eine Erholungszone an der Marschall-Wassilewski-Straße entwickelt. Studien der Freiwilligen der Stiftung zeigten, dass es eine Nachfrage nach der Erschließung dieses Gebiets für Freizeitaktivitäten gibt. Das Projekt sieht vor, den Raum in Form von amphitheaterartig absteigenden Bänken zu gestalten, die Grasnarbe zu verändern, Kioske zu einer gemeinsamen Handelszone zusammenzufassen, Tische und ein Vordach als Schutz vor Regen zu installieren. Es wird berichtet, dass die Initiative von der Präfektur des Nordwestlichen Bezirks unterstützt wird.

### Parkverbot auf Gehwegen in der Twerskaja-Straße

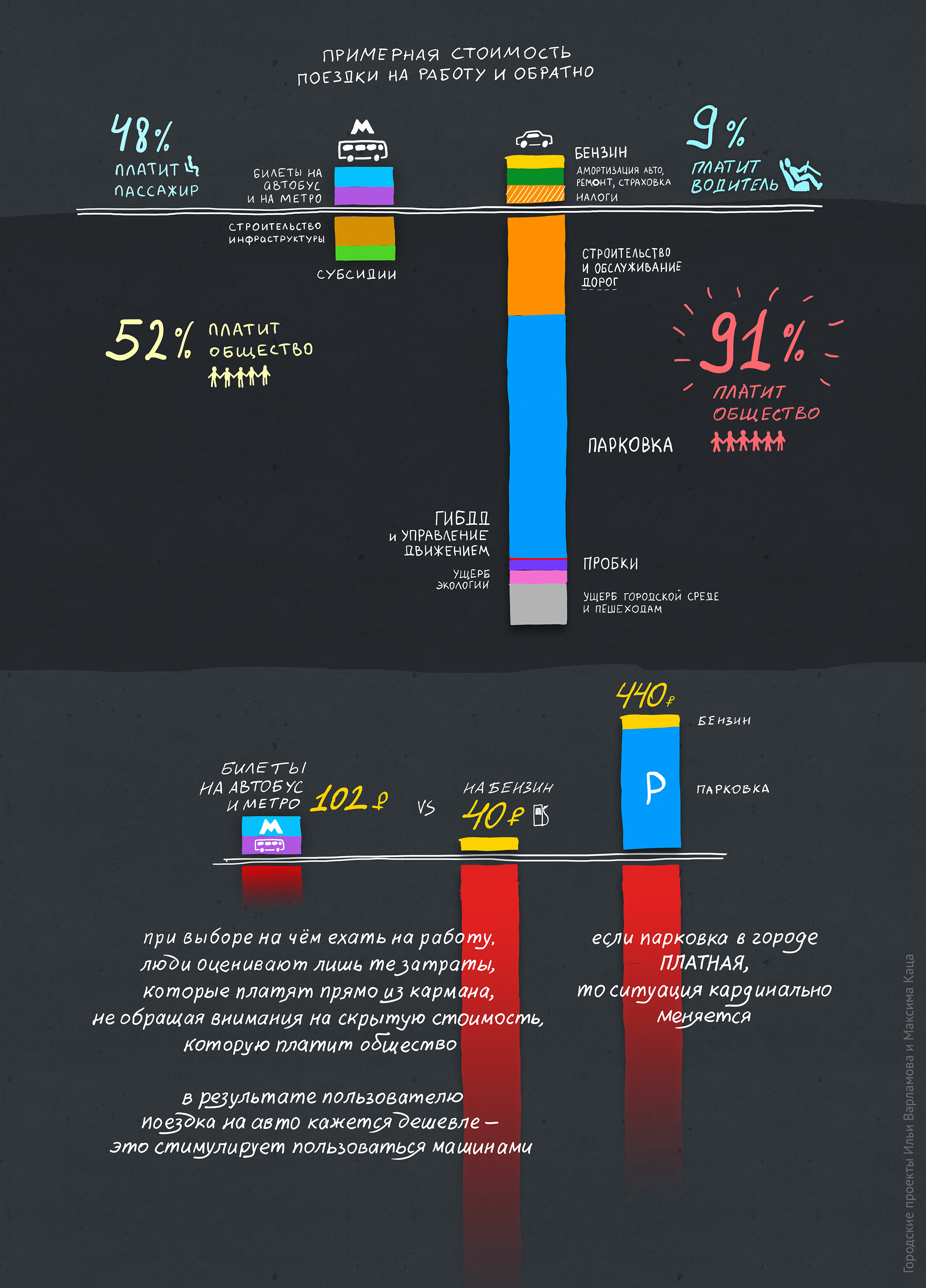
Infografik aus der Ausstellung „Städte für Menschen“

Die Stiftung „Stadtprojekte“ setzt sich aktiv für das Parkverbot auf Gehwegen, den Ausbau des öffentlichen Nahverkehrs sowie der Fahrrad- und Fußgängerinfrastruktur anstelle des Ausbaus von Autostraßen ein.
Noch vor dem Start von „Stadtprojekte“ veröffentlichte Maxim Katz seine Einschätzung zur Aufteilung des Platzes in der Twerskaja-Straße zwischen Fußgängern und Autofahrern: Autofahrer machen 1 % der Gehwegnutzer aus, während sie 67 % des Platzes belegen. Mit der Gründung der Stiftung wurde es möglich, die Situation auf der Twerskaja genauer zu untersuchen. Die Ergebnisse wurden in den Blogs von Ilja Warlamow und Maxim Katz veröffentlicht.
Am 12. Oktober 2012 wurden in der Twerskaja-Straße die Parkmarkierungen auf den Gehwegen entfernt, und geparkte Autos wurden von Abschleppwagen abgeschleppt. Laut Anton Buslow, dem Co-Vorsitzenden der interregionalen öffentlichen Organisation „Stadt und Verkehr“, wurde diese Entscheidung getroffen, nachdem sich die Behörden mit dem Bericht von „Stadtprojekte“ vertraut gemacht hatten.
Maxim Katz beschreibt den Entscheidungsprozess im Bürgermeisteramt wie folgt:

„Wir haben eine detaillierte Untersuchung darüber durchgeführt, wie viele Autos dort normalerweise parken und wie viele Fußgänger dort entlanggehen. Wir haben diese Zahlen veröffentlicht und dem stellvertretenden Bürgermeister für Verkehr, Maxim Liksutow, übergeben. Ich sagte ihm: „Wie wäre es, wenn wir das alles entfernen, denn wir werden 20.000 Flugblätter drucken und auf den Straßen verteilen. Dann werden die Leute es fordern, und Sie werden es sowieso entfernen.“ Er hielt bei der „Verkehrsstunde“ eine Präsentation vor Sobjanin, die auf diesen Materialien basierte. In der nächsten Nacht wurden alle Parkplätze von der Puschkinskaja bis zur Maneschnaja von den Gehwegen entfernt.“

Eine anschließende Umfrage unter den Moskauern ergab Zustimmung zu dem Parkverbot auf Gehwegen: Fast 75 % der Befragten bewerten das erlaubte Parken auf Gehwegen „negativ“ und „eher negativ“, nur 13 % gaben eine „positive“ und „eher positive“ Bewertung ab. Darüber hinaus unterstützten 76 % der Umfrageteilnehmer die Entscheidung der Stadtregierung, das Parken in der Twerskaja abzuschaffen.

### Aschenbecher auf der Twerskaja
Freiwillige von „Stadtprojekte“ führten eine Studie über das Verhalten von Rauchern auf der Twerskaja durch. Auch hier wurde wie bei anderen Studien der Stiftung die Methodik von Jan Gehl angewendet. Auf der Twerskaja-Straße wurden 8 Punkte ausgewählt, an denen jeweils 15 Minuten pro Stunde die Anzahl der Raucher, die Anzahl der auf den Asphalt geworfenen Zigarettenkippen und die Anzahl der in den Mülleimer geworfenen Zigarettenkippen gezählt wurden.
Parallel zu der Untersuchung wurde mit der Vorbereitung eines Projekts zur Aufstellung von Aschenbechern begonnen. Das Design der an Pfosten befestigten Aschenbecher wurde vom Studio Artemy Lebedew entwickelt. Warlamow erklärte, dass „Stadtprojekte“ die Aschenbecher ohne Wissen der Behörden aufstellen würde.
Die Initiative ähnelt der Kampagne der Non-Profit-Organisation zur Reduzierung von Zigarettenkippen, die auf die Straße geworfen werden: Nach deren Erfahrungen führen ähnliche Maßnahmen zu einer Verringerung der Anzahl der Zigarettenkippen um durchschnittlich 54 %. Vertreter der Behörden reagierten jedoch negativ auf die Initiative, nannten sie einen PR-Gag und berichteten außerdem, dass die eigenmächtige Aufstellung von Aschenbechern aus Sicherheitsgründen verboten sei.

### Ausstellung „Städte für Menschen“
Vom 17. bis 26. November 2012 fand im Staatlichen Museum für Architektur benannt nach A. W. Schtschussew die Ausstellung „Städte für Menschen“ mit städtebaulichen Projekten statt. Sie präsentierte die Ergebnisse der von „Stadtprojekte“ durchgeführten Untersuchungen. Die Ausstellungsstände zeigten die wichtigsten Probleme der Stadt auf und demonstrierten Wege zur Verbesserung des städtischen Umfelds.
Für die Besucher der Ausstellung wurden eine Reihe von Vorträgen und Diskussionen veranstaltet. Teilgenommen haben Experten für das städtische Umfeld, Moskauer Beamte und Vertreter von Oppositionsorganisationen. Zu den Rednern gehörten der Moskauer Chefarchitekt Sergej Kusnezow, der Projektkoordinator von RosZHKH Dmitri Levenets, der Generaldirektor von Mosgortrans Pjotr Iwanow und andere.

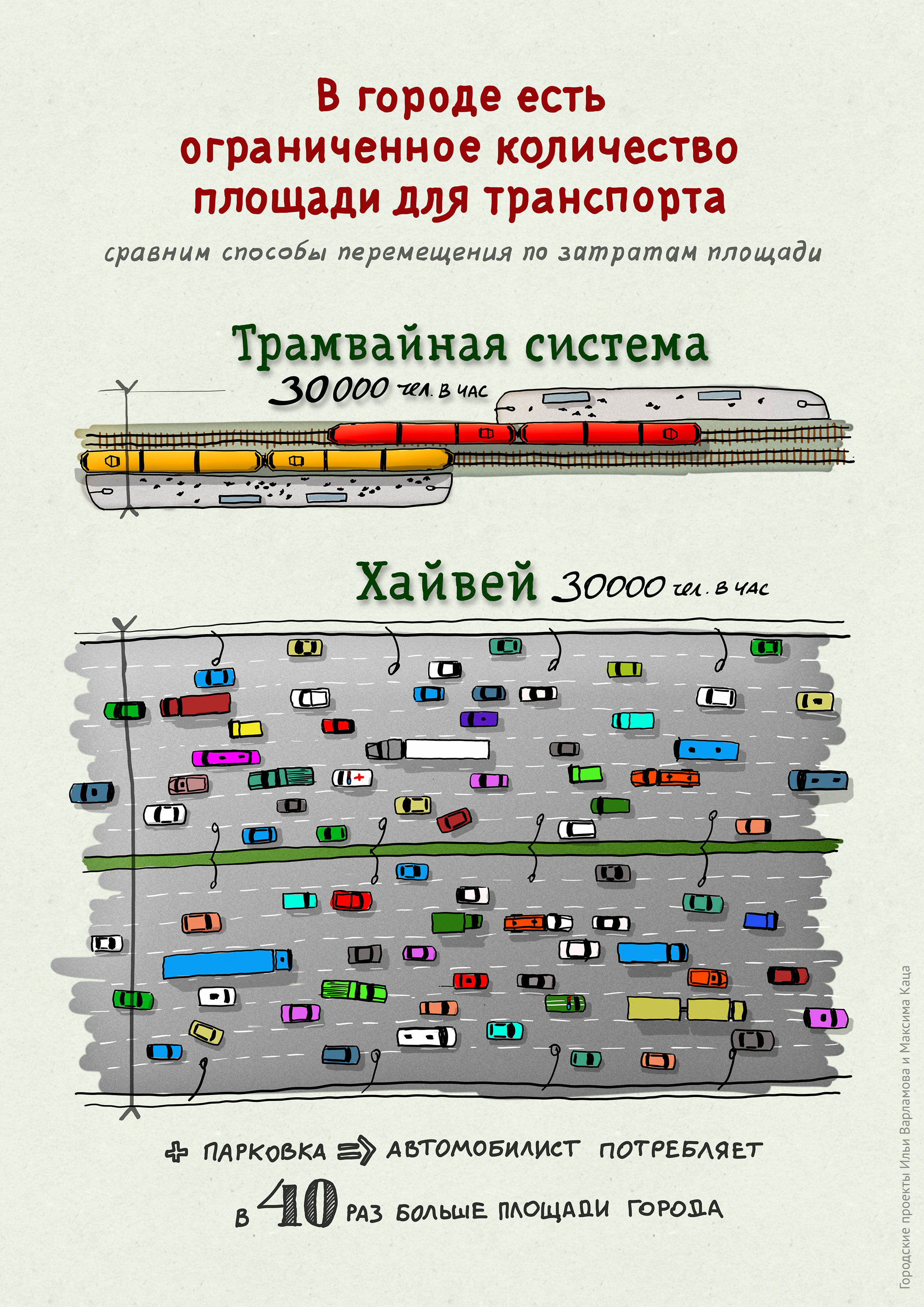
Über die Vorteile des öffentlichen Verkehrs – Plakat aus der Ausstellung „Städte für Menschen“

Museumsdirektorin Irina Korobjina bezeichnete die Ausstellung als eine neue Etappe im Leben des Museumsraums und als Pilotprojekt für den Aufbau einer Diskussionsplattform innerhalb des Museums.

### Metroplan
Das Moskauer Verkehrsministerium schrieb gemeinsam mit „Stadtprojekte“ einen Wettbewerb für die Erstellung eines neuen Plans der Moskauer Metro aus, der 2013 in den Waggons erscheinen sollte. Der Fonds stellte ein Dokument mit den Anforderungen an den neuen Plan zusammen. Insbesondere sollte der Plan erstmals mehrere Varianten umfassen: eine kompakte, die für die Waggons bestimmt ist, und eine vollständigere, die an den Bahnhöfen ausgehängt wird. Besonderes Augenmerk wurde bei dem Plan auf die Information über andere Verkehrsträger des öffentlichen Nahverkehrs und die Umsteigemöglichkeiten zu diesen gelegt. Zu den Anforderungen gehörten auch das Vorhandensein von QR-Codes für die Website der Metro, die Angabe der Lage von Park-and-Ride-Plätzen und spezielle Markierungen für behindertengerechte Bahnhöfe.
Die Auswahl der Arbeiten erfolgte durch eine vom Fonds gebildete Wettbewerbsjury. Zu ihren Mitgliedern gehörten der Leiter der Designentwicklungsgruppe Yandex.Maps Andrej Karmatski, der deutsche Schienenverkehrsexperte Robert Schwandl, der Berater des Leiters des Moskauer Verkehrsministeriums Alexej Mitjajew und andere. Im Januar 2013 fand auf der Website des Verkehrsministeriums eine Online-Abstimmung statt, deren Gewinner das Projekt des Studios Artemy Lebedew war.

### Kundgebung auf dem Triumpfplatz

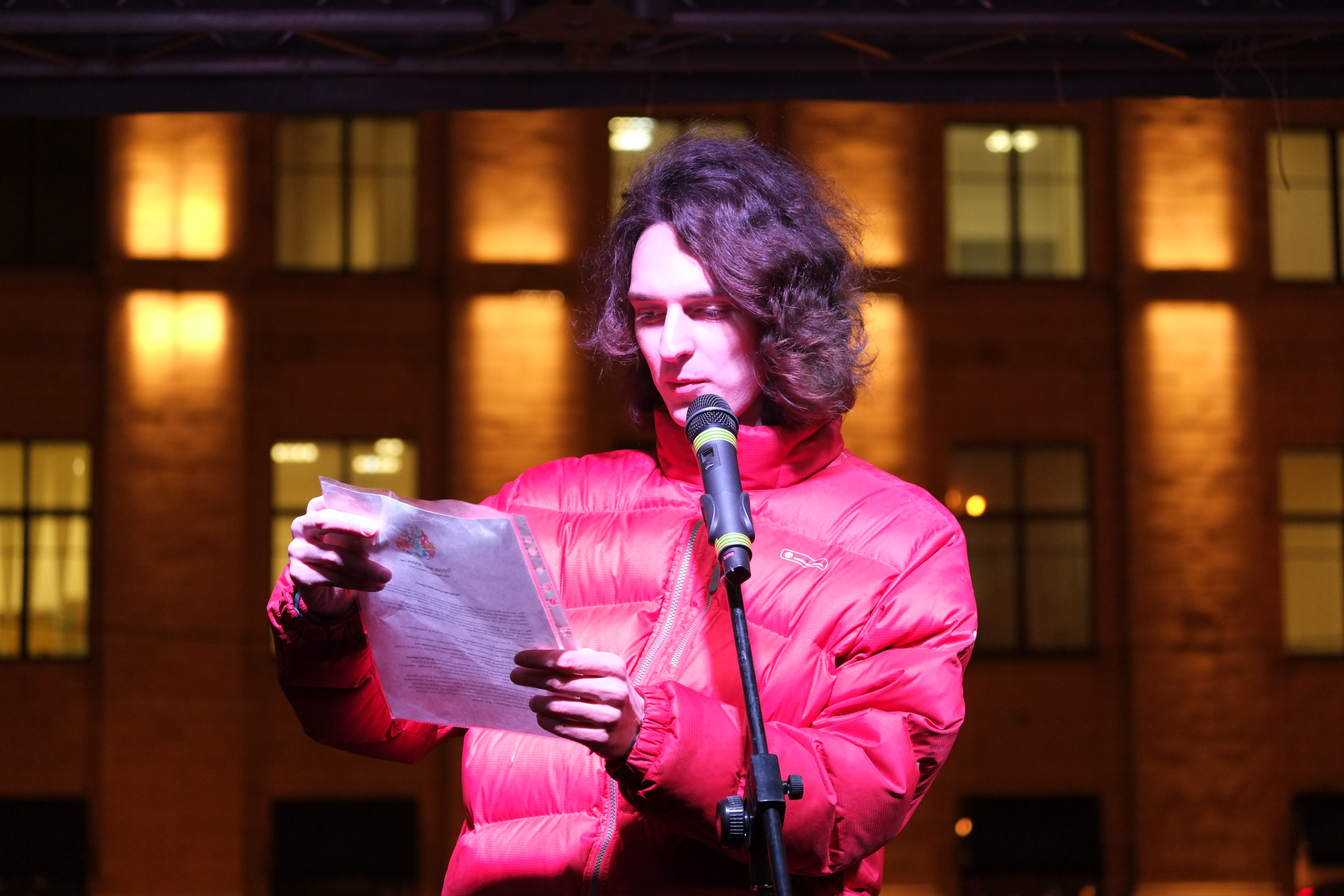
Maxim Katz liest die Resolution der Kundgebung gegen die Umgestaltung des Triumpfplatzes vor

„Stadtprojekte“ bereitete eine Kundgebung gegen die Umgestaltung des Triumpfplatzes vor und führte sie durch. Die Kundgebung fand am 28. November 2013 auf dem Triumpfplatz selbst statt und versammelte nach verschiedenen Schätzungen 70 bis 198 Menschen. Die Kundgebungsteilnehmer sprachen sich gegen das Umgestaltungsprojekt aus, das vorsah, einen Auftragnehmer auf der Grundlage einer Ausschreibung zu beauftragen, bei der die Hauptkriterien die Kosten und der Zeitaufwand der Arbeiten waren, ohne dass ein entsprechender professioneller Architekturwettbewerb durchgeführt wurde. Neben Maxim Katz und Ilja Warlamow sprach auf der Kundgebung auch der Moskauer Historiker Alexander Usoltsew. In der Folge beschloss die Moskauer Stadtverwaltung, die Ergebnisse der bereits durchgeführten Ausschreibung aufzuheben und einen Architekturwettbewerb durchzuführen.

### Kampagne zum Schutz des Obusses
Im Frühjahr 2016 organisierte „Stadtprojekte“ eine Kampagne zum Schutz der Obusse in Moskau. Innerhalb weniger Monate wurden mehr als 17.000 Unterschriften zur Unterstützung des komfortablen und umweltfreundlichen Verkehrsmittels gesammelt, die Unterschriften wurden ausgedruckt und dem Moskauer Bürgermeisteramt übergeben. Im Rahmen der Kampagne wurden über 2,5 Millionen Rubel an Spenden gesammelt, um Werbung im Radio zu schalten und Zeitungen auf der Straße und in öffentlichen Verkehrsmitteln zu verteilen, und viele Medien berichteten positiv über die Initiative. Bis heute wurde jedoch keines der Versprechen des Verkehrsministeriums erfüllt, und der Obus in Moskau wurde 2020 abgeschafft.

### Karte der Verkehrsunfälle
Im Jahr 2020 schloss sich „Stadtprojekte“ dem Team des Non-Profit-Projekts Карта ДТП (deutsch Karte der Verkehrsunfälle) an, das auf der Grundlage von Open Data, die von der staatlichen Verkehrsinspektion veröffentlicht werden, Unfallschwerpunkte auf einer Online-Karte visualisiert.

### Veröffentlichung des Buches „100 Tipps für den Bürgermeister Ihrer Stadt“
Im März 2020 veröffentlichte „Stadtprojekte“ das Buch „100 Tipps für den Bürgermeister Ihrer Stadt“, das Empfehlungen für die Entwicklung von Städten und die Verbesserung des Lebens der Stadtbewohner enthält. Die Mittel für die Herausgabe des Buches, mehr als zwei Millionen Rubel, wurden durch Crowdfunding aufgebracht. Der Fonds richtete die Website „Beamte bilden“ ein, auf der man Bücher kaufen und an Beamte aus russischen Regionen schicken kann.

### Straßenbahnprojekt am Gartenring
„Stadtprojekte“ entwickelte eine Straßenbahnlinie auf dem Gartenring, die dort historisch verlief. Geplant ist, die Straßenbahnlinie in der Mitte der Fahrbahn zu verlegen, wodurch die Kapazität der Straße von derzeit 1570 auf 15.000 Personen pro Stunde erhöht werden soll.

### Bessere Sanierung am Beispiel des Bezirks Zjusino
Im Februar 2021 erarbeitete der Fonds gemeinsam mit dem städtebaulichen Projektzentrum „Stab“ und dem Zjusino-Hauptquartier ein alternatives Sanierungsprojekt für den Moskauer Bezirk Zjusino. Seine Umsetzung wird es ermöglichen, den Bezirkspark zu erhalten und die vorwiegend niedrige Bebauung zu bewahren.

### Rückführung der Neglinnaja an die Oberfläche
Im März 2021 wurde auf der Website der Stiftung ein Projekt zur Rückführung des Flussbettes der Neglinnaja an die Oberfläche veröffentlicht (derzeit verläuft das Flussbett in Rohren). Laut Ilja Warlamow, einem der Gründer der Stiftung, kann die Rückführung des Flusses aus den unterirdischen Sammlern das Aussehen und die Funktionalität des historischen Zentrums von Moskau verändern und mehr Touristen in die Hauptstadt locken. Als Beispiel für ein solches erfolgreiches Projekt nennt Warlamow die Stadt Seoul, wo der Flusslauf des Cheonggyecheon wieder an die Oberfläche geholt wurde, der 30 Jahre lang in Rohren unter einer Autobahn verlief.

## Aktivitäten in anderen Regionen

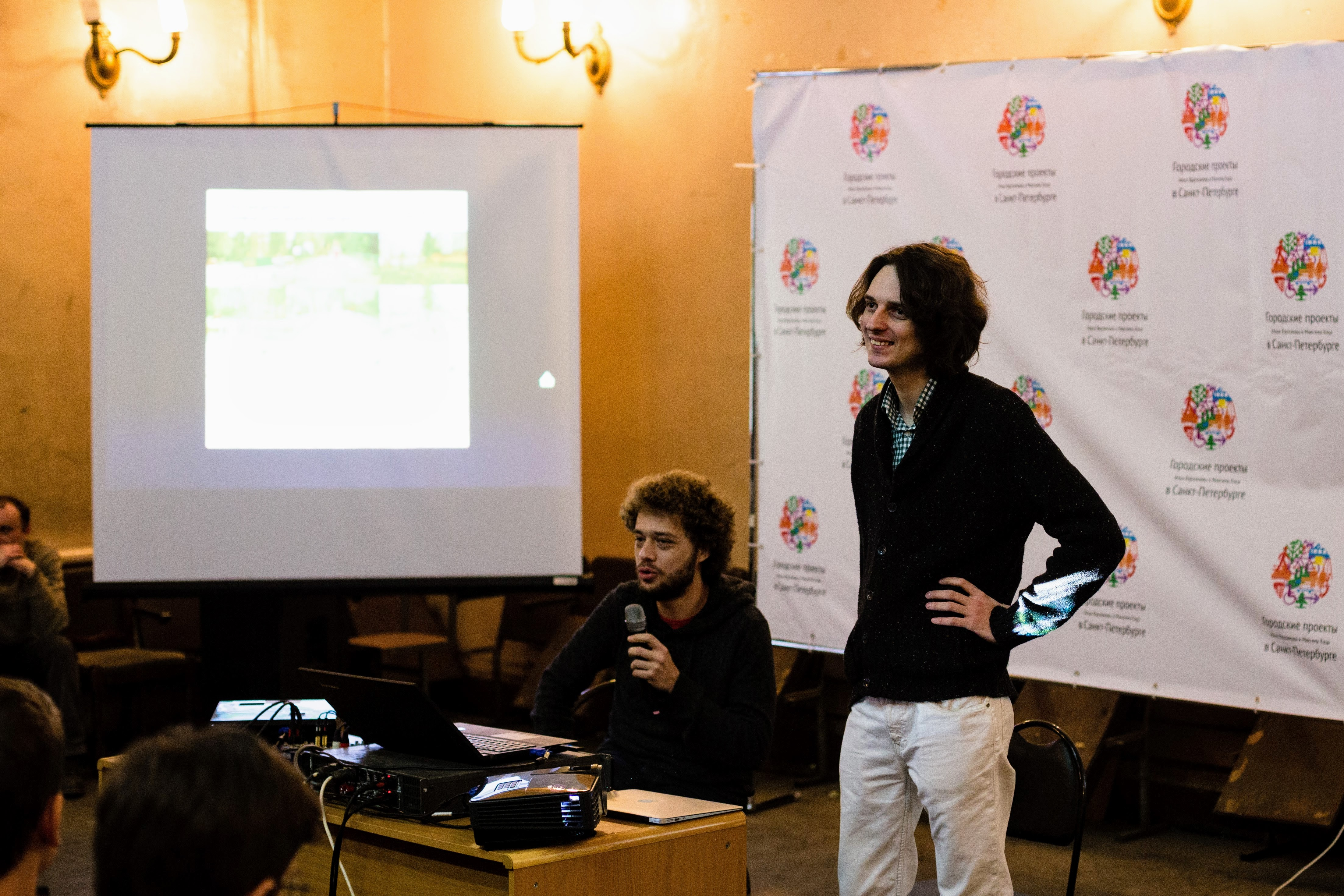
Maxim Katz und Ilja Warlamow bei der Eröffnungsfeier der Zweigstelle von „Stadtprojekte“ in Sankt Petersburg, 2014

Obwohl die Aktivitäten der Stiftung „Stadtprojekte“ auf Moskau konzentriert sind, erklärten ihre Gründer zu Beginn ihrer Arbeit, dass sie bereit seien, fertige regionale Projekte rechtlich und informationell zu unterstützen. So gründete der Aktivist Pawel Safronow aus Syktywkar Ende 2014 eine Zweigstelle der Stiftung in Sankt Petersburg.

### Föderales Netzwerk
Im Jahr 2020 eröffnete der Fonds ein Netzwerk von regionalen Zweigstellen in den Hauptstädten der Subjekte der Russischen Föderation und gewann innerhalb weniger Monate mehr als zehntausend Unterstützer, in jeder regionalen Zweigstelle fanden Wahlen für den Vorsitz statt. Im Laufe des Jahres wurden Büros des Fonds in 100 Städten des Landes eröffnet, die Zahl der Unterstützer erreichte 20.000 Personen.
Am 4. März 2022 wurde die Arbeit aller Zweigstellen auf unbestimmte Zeit eingestellt. Zum Zeitpunkt der Aussetzung der Zweigstellen zählte der Fonds mehr als 30.000 Unterstützer, davon fast 4.000 aus Moskau.

### Entwicklungskonzept für den Park „Sarosli“ in Sankt Petersburg
Anstelle des von den Sankt Petersburger Behörden geplanten Baus einer Schnellstraße auf dem Gelände einer Brachfläche am Makarow-Ufer auf der Wassiljewski-Insel schlug die Sankt Petersburger Zweigstelle von „Stadtprojekte“ vor, einen neuen Stadtpark „Sarosli“ zu errichten. Es wurden mehr als 4.000 Unterschriften für die Einrichtung des Parks gesammelt, und die Verkehrsmodellierung zeigte, dass der Bau einer Straße die Verkehrssituation sogar noch verschlechtern könnte.

### Forschung und umgesetzte Vorschläge
Im März 2021 führten Unterstützer des Fonds eine Untersuchung der Sedow-Straße in Irkutsk durch, auf deren Grundlage ein geregelter Fußgängerüberweg in der Nähe des Musiktheaters eingerichtet wurde, wodurch die Anzahl der Verstöße gegen die Straßenverkehrsordnung durch Fußgänger reduziert werden konnte.
In Tjumen wurden etwa 100 Bordsteinkanten abgesenkt, nachdem Unterstützer des Fonds die Stadtverwaltungen über deren Nichteinhaltung der Höhennormen informiert hatten.
Die Zweigstelle des Fonds in Jekaterinburg untersuchte das Parken von Autos in der Malyschew-Straße und stellte fest, dass mehrere falsch geparkte Autos täglich etwa 6.500 Menschen behindern. Einen Tag, nachdem die Informationen aus der Studie in den Medien veröffentlicht wurden, wurde der Gehweg mit Betonhalbkugeln abgesperrt, die das Parken nicht mehr ermöglichten. Ende 2021 stimmten die Stadtbehörden zu, sechs weitere Bushaltestellen in der Stadt mit Pollern abzusperren.

### Regionale Kampagnen zur Unterstützung des Elektroverkehrs
Im Juli 2020 sammelten Brjansker Unterstützer des Fonds Unterschriften zur Unterstützung des Kaufs neuer Oberleitungsbus-Rollmaterials und gegen die geplanten Änderungen des Streckennetzes. Die Stadtverwaltung lehnte es ab, Änderungen vorzunehmen, und im Jahr 2022 begann die Erneuerung des Oberleitungsbus-Fuhrparks der Stadt.
Im März 2021 wies der Gouverneur des Oblast Kursk Roman Starowoit nach einer Kampagne zur Verteidigung der Kursker Straßenbahn an, mit den Planungsarbeiten für den Umbau, die Reparatur und den Bau der Straßenbahninfrastruktur zu beginnen.

## Durchführung von Wahlkampagnen

### 2013 – Wahl zum Bürgermeister von Moskau
Im Jahr 2013 war der Direktor des Fonds, Maxim Katz, stellvertretender Leiter des Wahlkampfstabs des Kandidaten Alexej Nawalny. Laut Katz war er nicht der Einzige aus dem „Stadtprojekte“-Team, der sich dem Stab anschloss: „Wir haben an den Wahlen von Alexej Nawalny teilgenommen - es ist klar, dass es sich dabei nicht um Wahlen zur Stadtpolitik, sondern zur Politik handelte“. Am Ende des Wahlkampfs verließ Katz den Stab aufgrund eines Konflikts mit Nawalny. Laut Nawalny war Katz gegen Proteste im Falle einer Wahlniederlage. Nach einer anderen Version war der Grund ein Konflikt zwischen Jekaterina Patjulina (Stand 2022 – Ehefrau von Katz) und dem Stabschef Leonid Wolkow.
Ein charakteristisches Merkmal des Wahlkampfs war die Aufstellung von mehr als 1.000 sogenannten „Würfeln“ – schnell aufbaubaren vierseitigen Agitationsständen, neben denen die Agitation durchgeführt wurde. Nach den Ergebnissen des Wahlkampfs unterlag Alexej Nawalny in der ersten Runde mit einem Ergebnis von 27,24 %.

### 2014 – Wahlen zur Moskauer Stadtduma
Für die Wahlen zur Moskauer Stadtduma im Jahr 2014 plante „Stadtprojekte“, einen Stab zur Unterstützung unabhängiger Kandidaten einzurichten. Diese Idee wurde jedoch von anderen Oppositionskräften nicht unterstützt. Infolgedessen nahm der Direktor des Fonds, Maxim Katz, als selbst nominierter Kandidat an den Wahlen teil.

### 2017 – Kommunalwahlen in Moskau
Im Jahr 2017 organisierte der Direktor des Fonds, Maxim Katz, zusammen mit Dmitri Gudkow einen Stab zur Unterstützung unabhängiger Kandidaten für das Amt des Gemeindeabgeordneten, der als „politischer Uber“ bekannt wurde.

### 2019 – Kommunalwahlen in Sankt Petersburg, Wahlen zur Moskauer Stadtduma
Im Februar 2019 kündigte „Stadtprojekte“ seine Teilnahme an den Kommunalwahlen in Sankt Petersburg an und eröffnete den „Stab für die Umgestaltung von Sankt Petersburg“. Das Projekt bot Vorentwürfe für die Umgestaltung von öffentlichen Räumen, Uferpromenaden, Höfen, Plätzen und Straßen von Sankt Petersburg an und rief die Bewohner auf, an den Kommunalwahlen teilzunehmen.
Maxim Katz wurde zum Leiter des Stabs der Partei „Jabloko“ ernannt, alle auf Aufruf von „Stadtprojekte“ nominierten Kandidaten traten bei den Wahlen für diese Partei an. 99 Kandidaten von „Jabloko“ wurden Abgeordnete.
Zeitgleich mit den Kommunalwahlen in Sankt Petersburg führte „Stadtprojekte“ zwei Wahlkampagnen für die Moskauer Stadtduma durch: Darja Bessedina (Wahlkreis Nr. 8) und Anastassija Brjuchanowa (Wahlkreis Nr. 42). Maxim Katz kündigte den Beginn der Kampagne in der Moskauer Stadtduma am 17. Februar 2019 an, das Ziel sei die Förderung der Agenda zum Abriss der in Moskau gebauten Schnellstraßen (Wahlkreis Nr. 8 wird von einer dieser Schnellstraßen durchquert – der Leningrader Prospekt). Bessedina, die am 8. September 2019 Abgeordnete der Moskauer Stadtduma der VII. Einberufung wurde, wurde von der Partei „Jabloko“ nominiert und führte einen groß angelegten Wahlkampf durch, der vor dem Hintergrund der politischen Proteste um die Wahlen zur Moskauer Stadtduma stattfand.

### 2020 – Wahlen zu den regionalen Stadtdumas
Im Jahr 2020 unterstützte „Stadtprojekte“ 63 Kandidaten mit urbanistischen Ansichten bei den Wahlen zu den Stadtdumas verschiedener Regionen der Russischen Föderation. Sieben der unterstützten Kandidaten wurden Abgeordnete.

### 2021 – Wahlen zur Staatsduma und zur Moskauer Stadtduma
Im Jahr 2021 führte „Stadtprojekte“ zwei Wahlkampagnen durch: Als Kandidatin für das Amt des Abgeordneten der Staatsduma trat die Mitarbeiterin des Fonds, Anastassija Brjuchanowa, an, bei den Nachwahlen der Kandidaten für die Moskauer Stadtduma nahm Pjotr Karmanow teil. Die Wahlen waren geprägt vom erstmaligen Einsatz des Systems der elektronischen Fernwahl. Die Mitarbeiter von Brjuchanowas Stab behaupteten, dass der Einsatz der elektronischen Fernwahl der Grund für die Wahlniederlage war, da die Ergebnisse der elektronischen Fernwahl und die Ergebnisse der Offline-Abstimmung in den Wahlurnen erheblich voneinander abwichen, außerdem werden statistische Anomalien gemeldet.

### 2022 – Kommunalwahlen in Moskau
Im Jahr 2021 kündigte „Stadtprojekte“ eine Kampagne zur Unterstützung unabhängiger Kandidaten für das Amt des Gemeindeabgeordneten der Stadt Moskau an, die dem Projekt „Vereinigte Demokraten“ aus dem Jahr 2017 ähnelt.